# ووجيتش ووجداك
ووجيتش ووجداك (بالبولندية: Wojciech Wojdak)‏ (مواليد 13 مارس 1996) هو سبّاح بولندي، مثّل بلاده في الألعاب الأولمبية الصيفية 2016.

## روابط خارجية
ووجيتش ووجداك على موقع الاتحاد الدولي للسباحة (الإنجليزية)
- ووجيتش ووجداك على موقع اللجنة الأولمبية الدولية (الإنجليزية)
- ووجيتش ووجداك على موقع أوليمبيديا (الإنجليزية)
- ووجيتش ووجداك على موقع اللجنة الأولمبية البولندية (مؤرشف) (البولندية)